# Statsluftfartyg

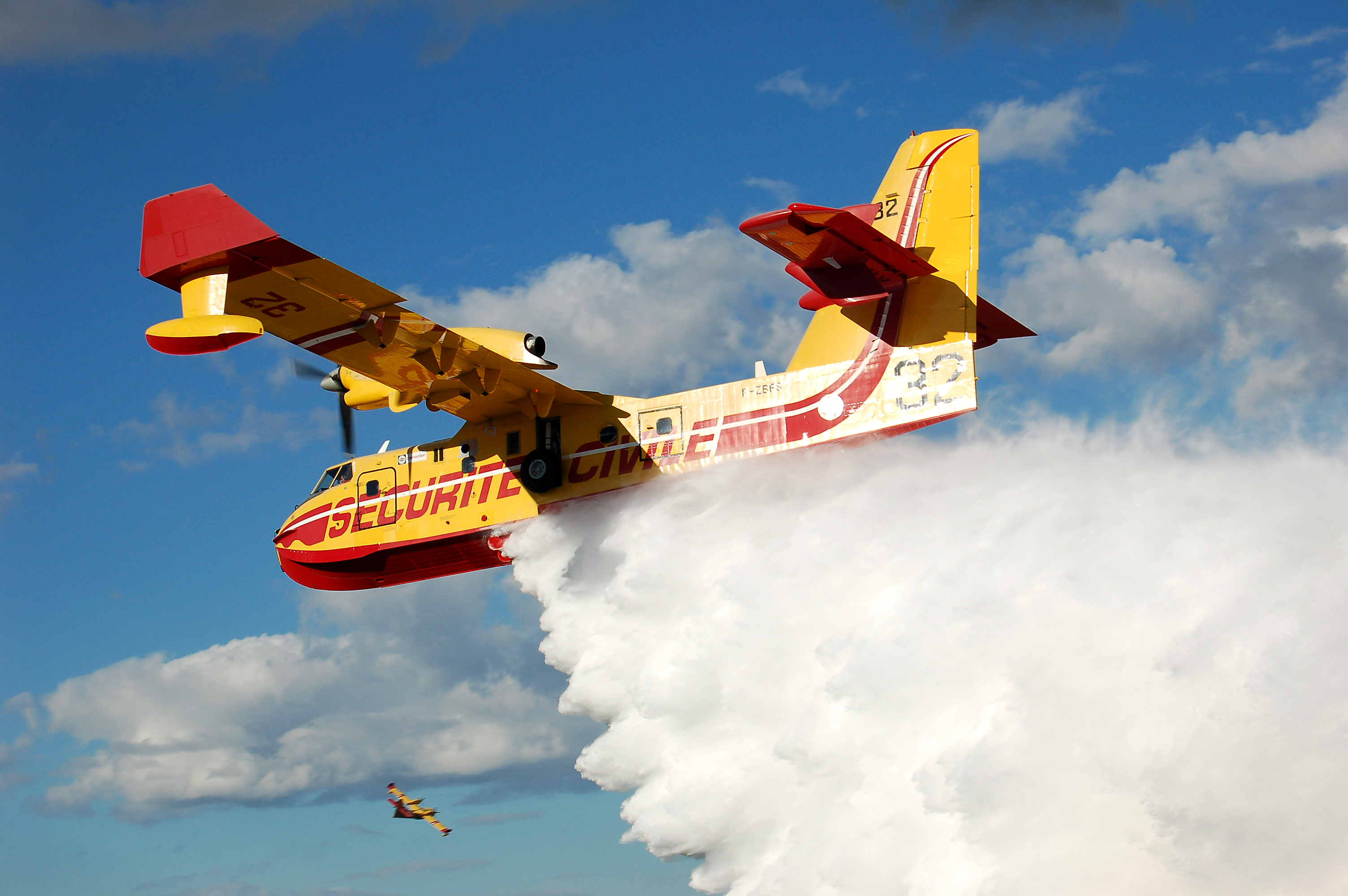
En vattenbombare av typ Bombardier 415 ur franska Sécurité Civile, civilt franskt statsluftfartyg

Statsluftfartyg är ett begrepp som används i Sverige för statliga militära och civila luftfarkoster. 
Med statsluftfartyg avses i förordningen SFS 1982:755 "militära luftfartyg och andra luftfartyg, som ägs eller brukas av en stat och nyttjas i icke-kommersiellt syfte".